# 2983 Полтава
2983 Полта́ва (2983 Poltava) — астероїд головного поясу, відкритий 2 вересня 1981 року Черних М. С. у Кримській астрофізичній обсерваторії.